# Un génie, deux associés, une cloche
Pour plus de détails, voir Fiche technique et Distribution.
Un génie, deux associés, une cloche (titre original : Un genio, due compari, un pollo) est un film franco-germano-italien réalisé par Damiano Damiani et sorti en 1975. Le producteur et scénariste Sergio Leone, ayant réalisé uniquement la toute première scène du film, préfère ne pas être mentionné au générique. Dernier western signé par Sergio Leone avant de traiter d'autres genres cinématographiques pour le reste de sa carrière.
Selon les pays, le film sort sous différents titres, tentant de le rapprocher d'autres héros incarnés par Terence Hill et ayant connu un gros succès en salle, tels que Trinità ou encore Nobody. Le vol de certains négatifs lors du tournage force la réalisation de plusieurs variantes de montage; aucune n'ayant une parfaite cohérence avec le scénario initial.

## Synopsis
Le colonel Pembroke est envoyé par le gouvernement des États-Unis pour enquêter sur les agissements du major Cabot, commandant la garnison de Fort Cristobal, qui multiplie les exactions et les meurtres d'Indiens. D'autre part, Cabot a gardé pour lui la somme de 300 000 dollars que le gouvernement devait aux Indiens à la suite de la signature d'un traité. Le colonel Pembroke est tué par la bande de Mortimer, qui d'ordinaire s'occupe à commettre des meurtres en les mettant sur le dos des Indiens que Cabot fait exécuter ensuite.
Joe Merci (Joe Thanks), ami des Indiens, voudrait au contraire récupérer la somme pour la rendre à ses légitimes propriétaires, les Indiens déjà dépossédés de leurs terres ancestrales. Il se sert de Locomotive Bill et de Lucy et trompe tout ce beau monde en sauvant in fine les 300 000 dollars qu'il rend au chef Indien.

## Fiche technique
Sauf indication contraire, les informations mentionnées dans cette section peuvent être confirmées par la base de données cinématographiques IMDb,  présente dans la section « Liens externes ».

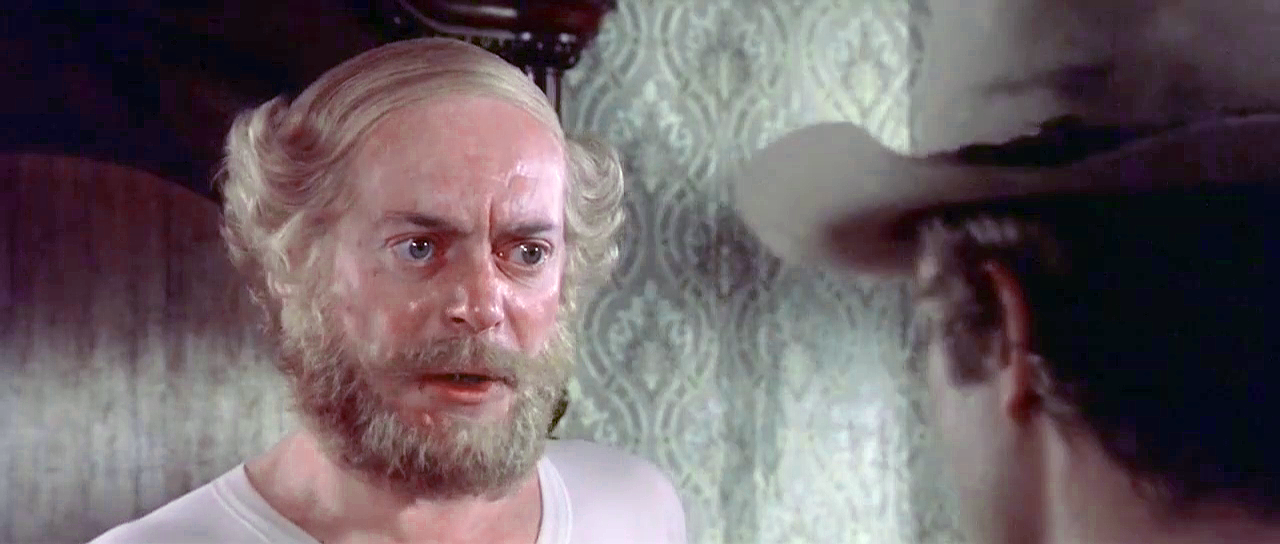
Autre acteur français, Jean Martin sur le tournage en Italie (colonel Pembroke).

- Titre original italien : Un genio, due compari, un pollo
- Titre français : Un génie, deux associés, une cloche
- Titre allemand : Nobody ist der Größte[1] (litt. « Nobody est le plus grand »)
- Réalisation : Damiano Damiani
- Assistant réalisateur : Giuliano Montaldo
- Scénario : Sergio Leone, Ernesto Gastaldi et Fulvio Morsella
- Adaptation : Fred Savdié
- Musique : Ennio Morricone
- Photographie : Giuseppe Ruzzolini
- Montage : Nino Baragli
- Producteur : Sergio Leone
- Sociétés de production : Rafran Cinematografica S.p.A. (Rome), AMLF (Paris), Rialto Film Preben Philipsen GmbH & Co. KG (Berlin)
- Pays de production :  Italie,  France,  Allemagne de l'Ouest[1]
- Langue de tournage : italien
- Format : couleur - 2,35:1 - Son mono - 35 mm

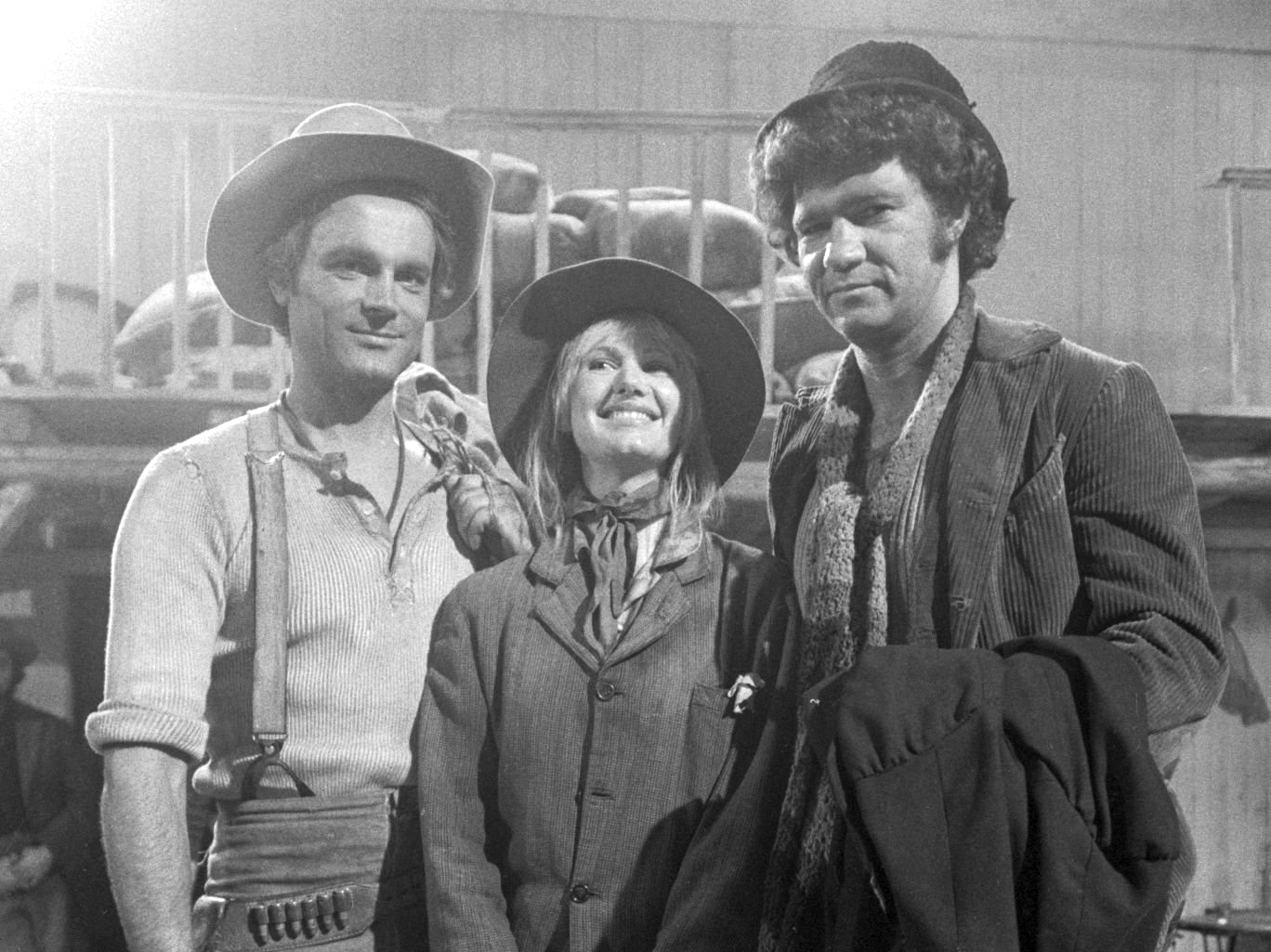
Terence Hill, Miou-Miou et Robert Charlebois à Rome en avril 1975, sur le tournage du film.

- Genre : comédie, western
- Durée : 120 minutes
- Dates de sortie : 
  - Allemagne de l'Ouest : 16 décembre 1975
  - Italie : 19 décembre 1975
  - France : 21 janvier 1976

## Distribution
- Terence Hill (VF : Dominique Paturel) : Joe Merci / Personne (Joe Thanks en VO)
- Miou-Miou (VF : elle-même) : Lucy
- Robert Charlebois (VF : lui-même) : Locomotive Bill
- Klaus Kinski (VF : Marc de Georgi) : Doc Foster
- Patrick McGoohan (VF : Jacques Thébault) : le major Cabot
- Jean Martin (VF : lui-même) : le colonel Pembroke
- Piero Vida (VF : Albert Augier) : Jelly
- Raimund Harmstorf (VF : Henry Djanik) : le sergent Milton
- Friedrich von Ledebur (VF : Georges Riquier) : Don Felipe
- Rik Battaglia (VF : Jean Berger) : le capitaine
- Clara Colosimo (VF : Paule Emanuele) : la tenancière de la maison close
- Fernando Cerulli : le mari de la tenancière
- Benito Stefanelli (VF : Michel Gatineau) : Mortimer
- Renato Baldini : le shérif
- Roy Bosier : Jeremy
- Gérard Boucaron (VF : Jacques Ferrière) : l'idiot du village
- Miriam Mahler (VF : Béatrice Delfe) : la fille de Pembroke
- Vittorio Fanfoni (VF : Antoine Marin) : le geôlier
- Deogratias Huerta : le sergent de l'Union
- Karl Braun (VF : Pierre Garin) : le joueur de poker

## Production
(août 2025).
- Si vous ne connaissez pas le sujet, laissez ce bandeau (vous pouvez alors contacter les auteurs).
- Si vous supprimez le contenu mis en cause (vous pouvez préalablement contacter les auteurs),

argumentez précisément cette suppression dans la page de discussion
(un manque de référence n'est pas un argument ; une recherche réelle de référence doit avoir été effectuée, être formellement documentée).
Film relativement peu connu[Par qui ?], il s'agit d'une comédie d'ambiance western, typique des westerns spaghetti très en vogue dans les années 1960-70.
La musique est composée et dirigée par Ennio Morricone.
Tout comme pour Mon nom est Personne, tourné en 1973, et également interprété par Terence Hill, Sergio Leone ne dirige presque aucune scène du film, et ne figure pas au générique. Il n'en fut pas non plus le producteur délégué. Il n'en est vraiment que le scénariste, comme pour Mon nom est Personne.
Le consultant pour les scènes de prestidigitation aux cartes est Tony Binarelli (alias Mister Contromani) qui prêtera encore ses mains à Terence Hill dans On continue à l'appeler Trinita et Cul et Chemise.
Certains des meilleurs négatifs furent malheureusement volés. La production refusa de payer la rançon exigée pour les récupérer, et il fallut donc refaire quelques scènes avant le montage et utiliser des négatifs de seconde qualité. Cela finit par poser de nombreux problèmes de cohérence au montage, ce qui explique le scénario parfois décousu et le fait que le film sortit en plusieurs versions suivant les pays.
Les vêtements que porte Terence Hill pour incarner Joe Merci sont exactement ceux qu'il portait pour interpréter le personnage se faisant nommer « Personne ».

### Tournage
Le tournage a lieu en partie aux États-Unis dans Monument Valley et à la rivière San Juan.